# Кударо (пещеры)
Кударо (груз. კუდარო) — пещеры в центральной части Большого Кавказа, в Кударском ущелье среднего течения реки Джоджора, на территории Дзауского района Южной Осетии. Пещеры Кударо I—III и Кударо V располагаются ярусами на южном склоне горы Часавалихох, которая возвышается над селом Фазикау. Пещера Кударо IV находится в 1,5 км к северо-западу.
Являются комплексом пещерных стоянок каменного и медного веков. В пещере Кударо I выявлены непереотложенные слои ашельской культуры, в Кударо III — мустьерской культуры. В ашельских пещерах Кударо I, Кударо II найдены кости морских рыб, а в Кударо I ещё и остатки макаки. Наличие параллелей в технико-типологической характеристике коллекции с поздних этапов стоянки-мастерской Кызыл-Яр 2 на Южном Урале с материалами стоянок Кударо I, Кударо III и Цона в Южной Осетии свидетельствует о продвижении носителей ашельской традиции в эпоху среднего плейстоцена с территории Кавказа на Южный Урал. Орудия из раннеашельской пещерной стоянки Кударо I, пещеры Сель-Ункур в Киргизии, английского клектона, стоянок в Сибири (Карама) и на Тамани аналогичны клювовидным ножам группы C возрастом 1,1—0,9 млн со стоянки Байраки в Молдавии и орудиям из Франции (верхнепалеолитическая стоянка Корбияк). В Кударо I найдены зубы архантропа или, возможно, неандертальца. Тафономический анализ скелетных остатков пещерных медведей в палеолитических слоях пещер Кударо I и Кударо III свидетельствует о естественном характере их накопления в пещерных отложениях, без заметного участия палеолитических охотников. Из каменистой части височной кости пещерного медведя из пещеры Кударо I возрастом 360 тыс. л. н. с низким уровнем покрытия удалось секвенировать митохондриальный и ядерный геномы.